# Perizoma constricta
Perizoma constricta là một loài bướm đêm trong họ Geometridae.